# ایستگاه راه‌آهن سلماس
ایستگاه راه‌آهن سلماس که با نام ایستگاه راه‌آهن قره تپه نیز شناخته می‌شود، یک منطقهٔ مسکونی و ایستگاه راه‌آهن در دهستان کره سنی از توابع بخش مرکزی شهرستان سلماس در استان آذربایجان غربی ایران است. جمعیت این منطقه بر اساس سرشماری سال ۱۳۸۵، برابر با ۱۱۹ نفر در ۲۶ خانوار بوده‌است. این ایستگاه که در ۱۱ کیلومتری شمال سلماس، ۲۶ کیلومتری جنوب خوی و ۲۰ کیلومتری جنوب غربی فرودگاه خوی واقع شده‌است، تحت مالکیت شرکت راه‌آهن جمهوری اسلامی ایران قرار دارد.

## خط راه‌آهن
- خط راه‌آهن -وان-صوفیان(-تبریز) (tr)